# 大沙河镇
大沙河镇，是中华人民共和国江苏省徐州市丰县下辖的一个乡镇级行政单位。

## 行政区划
大沙河镇下辖以下地区：
岳庄社区、陆座楼社区、张屯村、杨集村、岳庄村、聂洼村、六座楼村、食城村、二坝村、包楼村、李寨村、黑楼村、曹庄村、常庄村、姚庄村、戴庄村、黄庄村、毛楼村、宗集村、孙寨村和蒋庄村。